# Famille von Gersdorff
 (septembre 2024).
La famille von Gersdorff est une des plus vieilles familles de la noblesse allemande, issue de la famille de dame Thietmar (noble saxonne qui eut pour fils Gero III). Gero III (Xe siècle) est leur plus illustre représentant, lui qui représente l'empereur Otton Ier du Saint-Empire sur les marches de l'empire dès le Xe siècle. Ce dernier s'établit dans la ville à laquelle il donne son nom (étymologiquement Geros-Dorf, « la demeure de Gero ») et qui donnera le nom à la famille (Gersdorff).
Elle apparaît dans les textes au début du XIVe siècle en Haute-Lusace dans les terres du même nom (mentionnées en 1241), près de Reichenbach. Le dominus Christianus advocatus provinciæ Gorlicensis dictus de Gerhardisdorf est cité en 1301. Ses membres portent le titre de baron ou de comte.

## Histoire
Les Gersdorff agrandissent leurs domaines tout au long du Moyen Âge et de l'époque moderne, non seulement en Saxe et en Lusace, mais aussi en Bohême, et en Silésie. Ils sont seigneurs de nombreux territoires ou se mettent au service de princes du Saint-Empire romain germanique, en particulier les ducs de Saxe, et aussi des rois de Bohême.
À partir du XVe siècle les descendants essaiment aux pays baltes et au Danemark.

## Armes

Armes de la famille von Gersdorff

## Personnalités

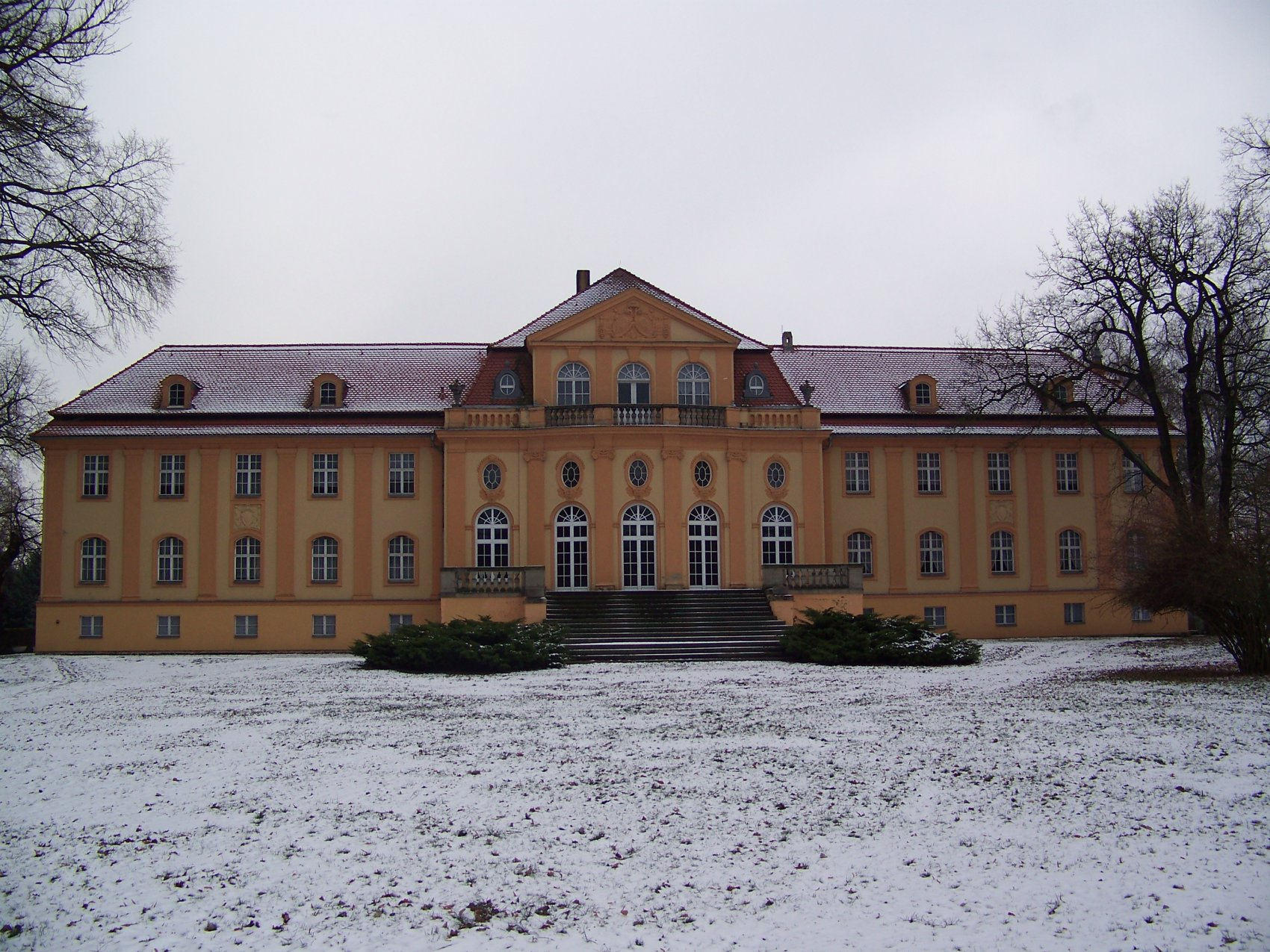
Château de Lipsa ayant appartenu au baron Ernst Christian von Gersdorff

- Georg v. Gersdorff chevalier tombé au champ d'honneur à la bataille de Tannenberg le 15 juillet 1410.
- Hans von Gersdorff (1455-1529), chirurgien
- Rudolf von Gersdorff, seigneur de Güteborn, époux d'Anne de Schomberg, sœur de Gaspard de Schomberg
- Nicolaus von Gersdorf (de) (1629-1702), diplomate, époux d'Henriette Catharina von Gersdorff (de) (née von Friesen auf Rötha), femme de lettres piétiste
- Hans von Gersdorff (de) (1630-1692), mécène et collectionneur
- Frederik von Gersdorff (de) (1651-1724), général danois
- David Gottlob von Gersdorf (de) (1658-1732), général prussien
- Adolf Traugott von Gersdorff (de) (1744-1807), humaniste scientifique minéralogiste, seigneur de Meffersdorf et de Schwerta (de) (aujourd'hui en Pologne)
- Karl von Gersdorff (de) (1765-1829), général saxon, historien militaire et ami de Napoléon
- Ernst Gustav von Gersdorf (de) (1780-1843), propriétaire terrien, juriste et homme politique saxon
- Ernest Chrétien Auguste, baron de Gersdorff (1781-1852), ministre d'État du grand-duché de Saxe-Weimar-Eisenach qu'il représente au congrès de Vienne
- Carl Ernst Rudolf von Gersdorff (1803-1876), député au parlement de Francfort
- Louis von Gersdorff (de) (1807-1880), général prussien
- Hermann von Gersdorff (1809-1870), général de division de l'armée prussienne, meurt à Sedan
- Paul Max von Gersdorff (de) (1814-1872), administrateur de l'arrondissement de Beeskow-Storkow (de)
- Friedrich von Gersdorff (de) (1837-1920), général prussien
- Baron Carl von Gersdorff (de) (1844-1904), correspondant et ami de Friedrich Nietzsche
- Hans von Gersdorff (de) (1847-1929), général prussien
- Walter von Gersdorff (de) (1848-1929), général prussien
- Wigand von Gersdorff (de) (1851-1920), général prussien
- Egon von Gersdorff (de) (1854-1917), général saxon
- Kurt von Gersdorff (de) (1858-1916), administrateur de l'arrondissement de Wittgenstein (de)
- Hans Otto von Gersdorff (de) (1864-1908), député du Reichstag
- Wolf von Gersdorff (de) (1867-1949), président du conseil de la ville de Mersebourg, chambellan à la cour de Dresde, président du curatorium de l'assemblée synodale luthérienne de Wittenberg et de celle de Berlin, puis de l'augusteum et de la maison de Luther de Wittenberg à Halle (1910-1945)
- Baron Rudolf-Christoph von Gersdorff (1905-1980), major-général, opposant à Hitler